# ラインガルテン
ラインガルテン (ドイツ語: Leingarten) は、ドイツ連邦共和国バーデン＝ヴュルテンベルク州ハイルブロン郡に属す自治体町村（以下、本項では便宜上「町」と記述する）で、1970年1月1日の市町村再編時にグロースガルタハとシュルヒテルンが合併して成立した。

## 地理

### 位置
ラインガルテンは、ハイルブロン郡の西部、ネッカー川支流のライン川(Lein)沿い、ホイヒェルベルクの麓に位置する。

### 隣接する市町村
ラインガルテンに隣接する市町村は、東から時計回りに、ハイルブロン（郡独立市）、ノルトハイム、シュヴァイゲルン（以上、ハイルブロン郡）である。

### 自治体の構成
ラインガルテンは、グロースガルタハ地区とシュルヒテルン地区からなる。両地区は現在では、事実上一体化している。シュルヒテルン地区にはリートヘーフェ小地区が含まれる。

## 歴史
およそ7000年前の新石器時代にはすでに、ラインガルテンの領域に人が入植していた。石器時代の長方形をした住居跡が多く発掘され、たくさんの石や粘土、骨で作られた家庭器具が発見されている。他の出土品とは時代様式が一致しない陶器について、ハイルブロンの医者で考古学者でもあるアルフレート・シュリッツは、1901年に「グロースガルタハ文明」の概念（紀元前4800年から紀元前4600年）を提唱した。続く青銅器時代および鉄器時代にも定住者があったことが発掘品から証明されている。
紀元前500年頃に、ケルト人が新たな入植者としてやって来た。彼らや1世紀にネッカー川までを征服したローマ人達は、ラインガルテンの領域内にその痕跡を遺した。3世紀以後、アレマン人がライン川右岸のローマ人居住地に押し寄せてきた。さらに500年頃から、勝利したフランク人がネッカー川の北部地域から先住者達を南に追いやった。8世紀には、グロースガルタハとシュルヒテルンは、フランク王国のガルタハガウに属していた。
グロースガルタハとシュルヒテルンは、ロルシュ文書の中で初めて記録されている。「ピピン王の15年目」、これは766年から767年を指すが、Gardaha と Sluhtra という名でロルシュ修道院への贈与証明書に記載されている。
ホイヒェルベルクの北斜面、グロースゲラタハ地区の狭いテラスに作られた環状防塁施設、いわゆるフランケンシャンツェ（「フランク人の土塁」）は、おそらく1000年頃に築かれ、14世紀まで、少なくとも一部には人が暮らしていた。発掘では、タイル張り暖炉を備えた家が発見されており、重要な人物が住んでいたことが示された。ローマ人入植地に沿ったこのような施設は南ドイツでは類例がなく、10世紀から11世紀に北ドイツの低地地方の城で築かれた例がある。この環状防塁の一部に接する形で豪族の城が築かれ、あるいは場合によっては、フランケンシャンツェも防御の堅固な住宅として用いられたのかも知れない。いずれにしても、出土品やこの広場の位置と状況から、ここが民衆の避難要塞として用いられていたことがわかる。
ホイヒェルベルクの北側のシュルヒテルン地区は、何重もの壁と堀からなるハルヒェンブルクと呼ばれる中世城砦施設によって護られていた。考古学調査の結果、古代の城壁の遺構が発掘された。ハルヒェンブルク城砦は、騎士の城ではなく避難城砦で、シュルヒテルンや、おそらくはグロースガルタハやシュヴァイガルテンの住民達が非常時に保護を求めて逃げ込む砦であった。
シュルヒテルンは、初めはグロースガルタハに属す耕牧地の名前であったが、領主の館とそれに属す土地や従属する農民達の小作地を指すようになった。
グロースガルタハの領主館は、後に町の中心地となった。2つの金のイヤリングをした女性が発掘された、グロースガルタハの旧ラウレンティウス教会に隣接した墓地遺跡は、700年頃にはすでに身分の高い一族が存在していたことを推測させる。
12世紀の初めまでには、すでに、グロースガルタハの3/4がラウフェン伯領となっており、1122年にはその全権が、ラウフェン伯家が創設したオーデンハイム修道院に移譲された。1376年からはヴュルテンベルク伯が、グロースガルタハにおける所有地を拡大していった。彼らは代官領だった1/4と領邦君主権を獲得した。オーデンハイム修道院が衰退した後、16世紀にその権利はブルフザール騎士団に移った。
おそらく13世紀にヴァインスベルク家がシュルヒテルンの所領を獲得した。1431年に、その諸権利、すなわち土地所有権、裁判権、ワイン製造権を1000グルデンでプファルツ家の分家に当たるプファルツ＝モスバッハ家の宮中伯オットーに売却した。この家門が断絶すると、シュルヒテルンは相続によって1499年にプファルツ選帝侯領となった。それ以前は、昔からナイペルク家がシュルヒテルンにおける権利を有していた。彼らは、パンクラティウス教会の建設者で、1305年から1499年まで、その庇護権を有し、またシュルヒテルンの裁判に教会禄所有者として参加し、シュルヒテルン教区の統治に対する提案権をも有していた。
三十年戦争や、続くプファルツ継承戦争で、グロースガルタハもシュルヒテルンも、周囲のほとんどの町がそうであったように、大きな被害を受けた。シュルヒテルンでは、一部で人口減少が起こったが、流民などの流入により再び人口は増加に転じ、これにより特にカトリック組織が拡大した。
ブルフザール騎士領の継承権移行に伴い、グロースガルタハは1803年にバーデン大公領となった。1806年には、他の権利との交換によって、公爵で選帝侯の身分から王になったヴュルテンベルク王の領土となった。これによりグロースガルタハは、ヴュルテンベルク王国に組み込まれたのである。シュルヒテルンは、1803年までプファルツ選帝侯領オーバーアムト・モスバッハに留まっていた（「オーバーアムト」は地方行政区分）。その後、ライニンゲン侯領となり、さらに1806年にバーデン大公領となった。この時には、グロースガルタハとその周辺集落はヴュルテンベルク王国領となっていたため、シュルヒテルンはヴュルテンベルク王国領内にあるバーデン大公国の飛び地となった。この町をヴュルテンベルク王国領に改めようという動きが双方から何度もあったが、結局成果は得られなかった。第二次世界大戦直後の1945年6月25日、アメリカ軍占領司令部は、この町は以後ヴュルテンベルクのハイルブロン郡に属すことと定めた。
バーデン＝ヴュルテンベルク州の自治体債編の時代、1970年1月1日にシュルヒテルンとグロースガルタハは、分離から40年を経て合併し、新しい自治体ラインガルテンが成立した。
ラインガルテンは、合併40周年となる2010年に市へ昇格することを目標に掲げた。2007年4月27日にラインガルテン議会は具体的な計画の始動を決議した。

### 宗教
宗教改革の時代、グロースガルタハでは1530年頃にルター派が布教し、1535年にはヴュルテンベルクの領主がルター派の信仰を採用した。シュルヒテルンでも、プファルツ選帝侯によって1556年にはルター派が、1559年からカルヴァン派が信仰されたが、17世紀にプファルツ選帝侯がカトリックに戻ったことにより、町も再びカトリックに復した。
グロースガルタハとシュルヒテルンには、それぞれ独自のプロテスタントの教会組織がある。ラインガルテン町内には、カトリックの教会組織、メソジスト教会、新使徒教会がある。
シュルヒテルンのユダヤ人は、三十年戦争後に初めて記録された。1750年には4戸のユダヤ人家族が定住していた。1800年頃に住居内にシナゴーグが設けられた。1801年には42人のユダヤ人がシュルヒテルンにいた。大部分の貧しいユダヤ人たちはエンテン通り地区に住んでいた。1900年頃にはユダヤ人墓地が設けられた。ユダヤ人のコミュニティは19世紀までは次第に拡大していった。しかしその後ユダヤ人は数を減らし、1885年の99人から1933年には28人にまで減少した。1938年にはブルネン通りのシナゴーグは破壊された。シュルヒテルンに最後に残った12人のユダヤ人も1940年から1942年に強制収容所に抑留され、亡くなった。1945年に生き残った2人のユダヤ人がシュルヒテルンに帰ってきた。

## 行政

### 議会
ラインガルテンの議会は、18人の議員からなる。議会では、これに議長を務める首長が加わる。

### 紋章と旗
図柄: 左右二分割。向かって左は、赤地に銀色で下向きの剣。向かって右は、銀地に赤の焼き網。旗は赤 - 白である。
グロースガルタハとシュルヒテルンが合併した後、新しい自治体ラインガルテンの紋章としてシュトゥットガルトの文書局は、14世紀以来の伝統を持つグロースガルタハの紋章を用いることを提案した。しかし、ラインガルテンはこれを採用しなかった。その後、ラインガルテンが作成した新しい紋章は、グロースガルタハおよびシュルヒテルン、それぞれの教会の守護聖人である、聖パンクラティウスの剣と聖ラウレンティウスの焼き網を組み合わせたものであった。バーデン＝ヴュルテンベルク州の内務省は、1970年9月25日に、この新しい紋章を旗とともに認可した。

ラインガルテンの紋章
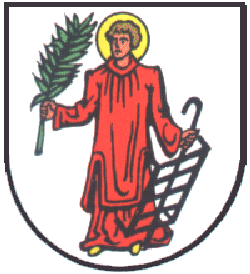
グロースガルタハの紋章
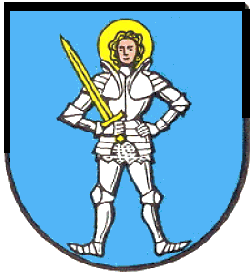
シュルヒテルンの紋章

### 友好都市
- Lésigny（フランス、セーヌ＝エ＝マルヌ県）1975年5月
- アーゾラ（イタリア、ロンバルディア州）2004年10月30日

Lésignyとアーゾラの間でも友好都市協定が結ばれており、三者間相互の友好都市となっている。

## 文化と見所

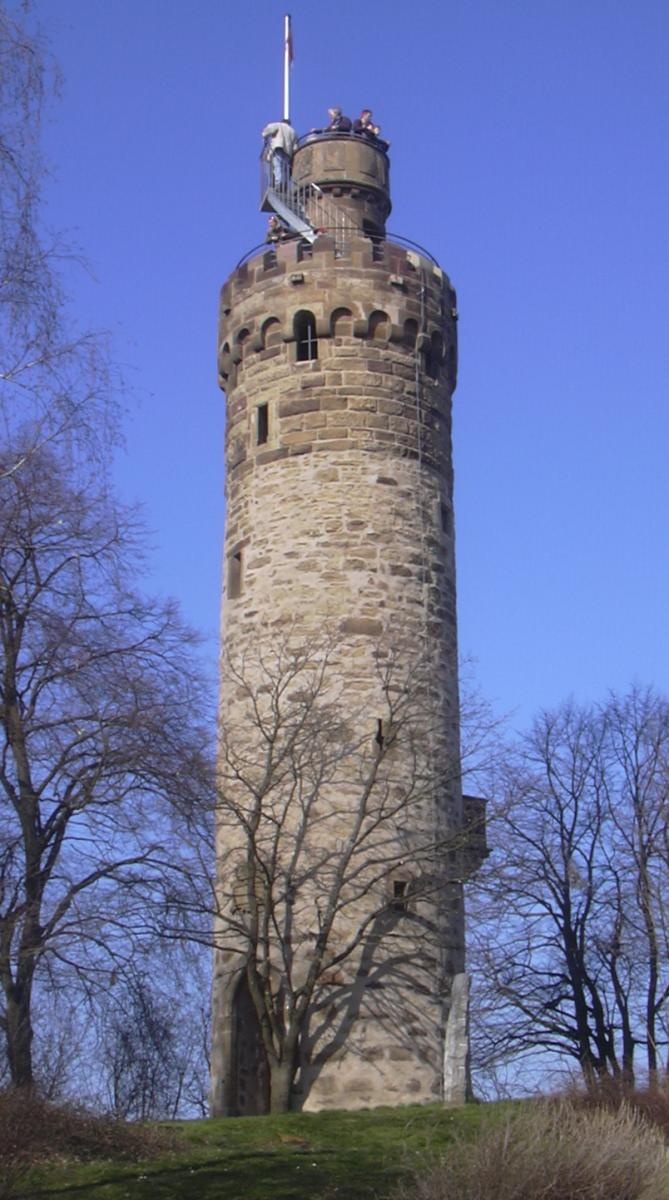
ホイヒェルベルク展望台

ラインガルテンは、多くの見所を通るヴュルテンベルク・ワイン街道沿いに位置する。

### 博物館
1975年に創設された博物館「アルテス・ラートハウス」（旧町役場）は、ラインガルテン郷土協会により運営され、考古学資料や郷土史に関する展示物が収集されている。

### 建築
遠くからも目立つラインガルテンのシンボルは、ホイヒェルベルク展望台である。これは、1483年にホイヒェルベルクの山上にエーバーハルト5世伯により建設されたもので、ヴュルテンベルク・ラントグラーベン（ヴュルテンベルクの北の国境に建設された防衛施設群）の一部をなす。現在、ホイヒェルベルク展望台は、レストランを備えており、人気のあるハイキングの目的地となっている。ホイヒェルベルク展望台の下部には「フランケンシャンツェ」と呼ばれる防御施設が見られる。

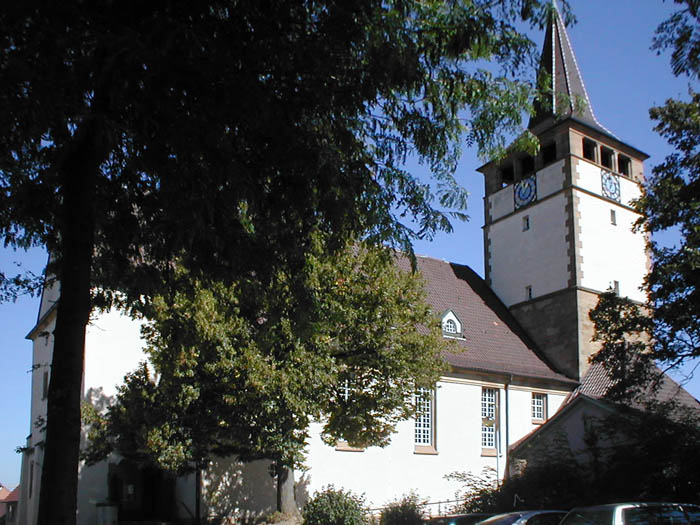
聖ラウレンティウス教会

ラインガルテンの歴史的な教会には、1190年の記録が遺るグロースガルタハ地区のプロテスタント教区教会聖ラウレンティウス教会や、シュルヒテルン地区中心部の後期ゴシック様式のカトリック教区教会聖パンクラティウス教会および1843年に建設されたプロテスタントの教会がある。

### 年中行事
毎年、6月の最終週末にシュルヒテルンで行われる "Gassenfescht" は、近在でよく知られている。この祭では、バンドのライブや、パフォーマンス、子どものノミの市、多くの飲食屋台などの娯楽が提供される。グロースガルタハのケスリッツは、パレードや競馬、その他のプログラムが用意された郷土祭である。この祭は3年ごとの秋に開催され、最近では2006年9月に行われた。

## 経済と社会資本

### 交通

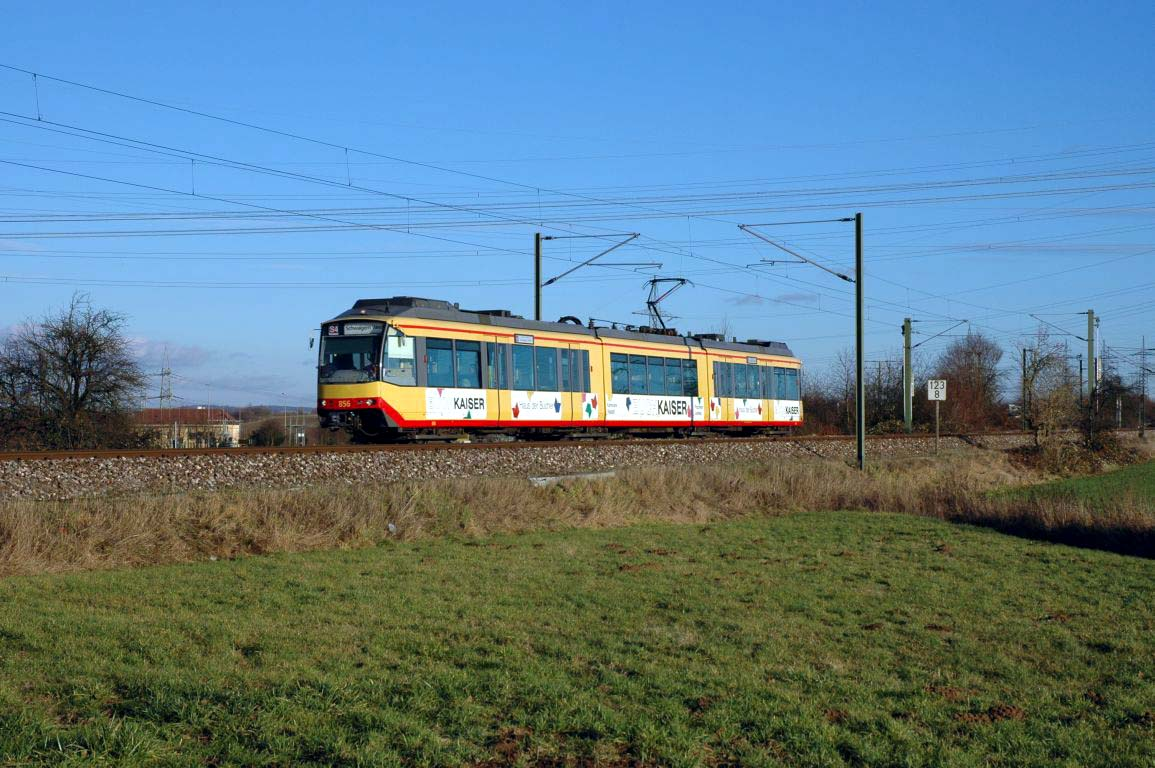
ラインガルテン付近を走行中の列車

ラインガルテンは、ハイルブロンからカールスルーエへ向かう連邦道B293号線およびクライヒガウ鉄道（カールスルーエ - ハイルブロン）沿いに位置している。この鉄道は、ハイルブロンの市電（トラムトレイン）S4として利用されている。町内には、クライヒガウ鉄道の駅が4つある。この鉄道は、ハイルブロン・ホーエンローエ・ハル近郊交通によって運営されている。

### メディア
ラインガルテンでのできごとは、日刊紙 Heilbronner Stimmeのラインタール版 (LT)および町の広報紙に掲載される。

### 公共施設
ラインガルテンには、消防団、Jugendhaus Mühle Kinder- und Jugendkultur（青少年の家）、祝祭ホール、文化センター、屋内および屋外プールがある。

### レクリエーション
近郊のレクリエーション施設としては、ホイヒェルベルクの麓に2つのアイヒボット湖がある。この湖の周辺地域は、樹木園や遊技広場の他、ビオトープともなっている。

### ブドウ栽培
ラインガルテンには約100haのブドウ畑があり、その約60%で赤ワイン用のブドウが栽培されている。主な栽培地はホイヒェルベルクの麓で、ヴュルテンベルク・ワイン産地のヴュルテンベルク・ウンターラントに属す地区である。ワインは、シュヴァイゲルンのHeuchelberg-Kellerei e.G. あるいは独立の販売業者により市場に出荷されている。

### エネルギー供給
グロースガルタハとハイルブロン＝ネッカーガルタハ地区の間に、2つの変電所が設けられている。一つはSüwag Energieのもの、もう一つはEnBW AG.のものである。